# Sketty
Sketty är en community i Storbritannien.   Den ligger i kommunen Swansea och riksdelen Wales, i den södra delen av landet, 270 km väster om huvudstaden London.
Sketty ligger cirka 3 km väster om centrum i staden Swansea. Här finns Swansea University och sjukhuset Singleton Hospital.